# Ganns församling
Ganns församling var en församling i Visby stift. Församlingen uppgick mot slutet av 1500-talet i Lärbro församling.
Ganns ödekyrka utgör rester av församlingskyrkan.

## Administrativ historik
Församlingen har medeltida ursprung och uppgick mot slutet av 1500-talet i Lärbro församling. 